# Flacs naixem, flacs vivim...
Flacs naixem, flacs vivim... és una comèdia en tres actes, original de Josep Pous i Pagès, estrenada al teatre Romea de Barcelona, la vetlla del 17 d'octubre de 1919.
L'acció de l'obra passa a la ciutat de Barcelona.

## Repartiment de l'estrena
- L'Amèlia: Elvira Fremont.
- La senyora Balbina: Maria Morera.
- La senyora Gràcia: Maria Guart.
- L'Hermínia: Pepeta Fornés.
- La Lulú: Esperança Ortiz.
- La Laura: Pepeta Gelabert.
- En Rafel: Josep Bruguera.
- El senyor Climent: Domènec Aymerich
- El senyor Pelegrí: Enric Giménez.
- En David: Joaquim Torrents.
- El senyor Fidel: Evarist Pallach.
- En Mateu: Bartomeu Pujol.
- L'Octavi: Miquel Giménez Sales.
- El senyor Sugranyes: Alfons Martí.
- El senyor Nicolau: Emili Ginestet.
- L'Indaleci: Miquel Sirvent.
- Direcció escènica: Enric Giménez